# Nelas (freguesia)
A Freguesia de Nelas, com sede na vila que lhe dá o nome, é uma freguesia portuguesa do Município de Nelas, com 21,47 km² de área e 4634 habitantes (censo de 2021), tendo, por isso, uma densidade populacional de 215,8 hab./km².

## A Vila de Nelas
A Vila de Nelas, Coração do Dão, é a sede do Município de Nelas assim como da Freguesia de Nelas.
O Feriado Municipal de Nelas é a 24 de junho.

## Geografia
Situada no Planalto Beirão, entre a serra da Estrela, a mais alta de Portugal de valor orométrico de 1990 metros, e no lado oposto a Serra do Caramulo.

A altitude média de Nelas é de 443 metros.

## Localização
Nelas fica a 22 km de Viseu, a 77 km de Coimbra, a 133 km do Porto e a 280 km de Lisboa. Tem uma rede rodoviária e ferroviária considerável e de fácil acessos, quer por carro, quer por comboio (www.cp.pt) com ligações diretas e diárias a Lisboa, de duração aproximada de 3 horas. É, também, uma das estações da via ferroviária que liga Portugal à Europa.

## Demografia
A população registada nos censos foi:
| Distribuição da População por Grupos Etários | Distribuição da População por Grupos Etários | Distribuição da População por Grupos Etários | Distribuição da População por Grupos Etários | Distribuição da População por Grupos Etários |
| -------------------------------------------- | -------------------------------------------- | -------------------------------------------- | -------------------------------------------- | -------------------------------------------- |
| Ano                                          | 0-14 Anos                                    | 15-24 Anos                                   | 25-64 Anos                                   | > 65 Anos                                    |
| 2001                                         | 649                                          | 556                                          | 2150                                         | 718                                          |
| 2011                                         | 802                                          | 466                                          | 2516                                         | 918                                          |
| 2021                                         | 653                                          | 512                                          | 2326                                         | 1143                                         |

## Educação
Pelos dados do CENSOS de 2011, a população residente ao nível de instrução era o seguinte: 
- Nenhum nível completo: 920 habitantes
- Nível básico: 2562 habitantes
- Nível secundário: 688 habitantes
- Nível universitário: 532 habitantes.

## Administração Pública
A Câmara Municipal de Nelas fica na lindissima Praça do Município, onde se realiza todos os anos e normalmente em Setembro a famosa Festa e Feira do Vinho Dão, em que participam vários expositores da região Demarcada do vinho do Dão, assim como expositores de Artesanato, entre outros.

### Serviços Púbicos
- Na Praça do Município localiza-se a Câmara Municipal de Nelas, a Junta de Freguesia de Nelas, o Tribunal Judicial e a Guarda Nacional Republicana, o Edifício Multiusos, o Balcão Multiserviços (BMS) e Gabinete de Apoio ao Emigrante (GAE).
- O Centro de Saúde sito na Av. João XXIII
- Os Correios sito na Rua Luis de Camões (www.ctt.pt)
- O Estádio Municipal
- A Biblioteca Municipal António Lobo Antunes sito na Av. Dr. Francisco de Sá Carneiro
- Os serviços de Desporto, o Pavilhão Desportivo e a Piscina Municipal sito na Av. Dr. Francisco de Sá Carneiro
- Escola Municipal de Música sita na Rua da Liberdade
- Os Bombeiros Voluntários de Nelas sito na Rua António Lobo Antunes

## Economia

### Indústria
A sua localização privilegiada no centro de Portugal, é uma vila moderna e industrial com 3 Zonas Industriais, onde grandes e médias empresas se têm estabelecido nos últimos anos.

### Vinho do Dão
O vinho do Dão pode ser comprado em diversos locais, nomeadamente em Nelas na Vinícola de Nelas, Lda sita na Avenida da Liberdade, na Adega Carvalhão Torto, nos Armazéns José Marques Loureiro, assim como no comércio tradicional e nas grandes superfícies.

### Queijo da Serra da Estrela
Em Nelas, o queijo da Serra da Estrela é vendido tanto no comércio tradicional, como nas grandes superfícies, assim como nas Feiras.
Pode também ser encomendado e comprado pelo e-mail da Quinta Lameiro Longo, ou diretamente nos Armazéns José Marques Loureiro sito Largo Vasco da Gama.

## Turismo
Nelas pertence à região de Turismo do Centro de Portugal.
Com inúmeras possibilidades de lazer, desde os itinerários culturais, arqueológicos, arquitetónicos, às estadias de bem-estar nas Termas e SPA das Caldas da Felgueira. 
Para informações detalhadas, o Posto de Turismo em Nelas, oferece todos os conselhos necessários sobre alojamento, restauração, comércio, etc.

### Hotelaria (município)
O alojamento é vasto e de categorias diversas, quer sejam localizados em Nelas ou nas redondezas. Pode-se escolher entre os Hotéis, as Pensões, os apartamentos Turísticos, e o Turismo de Rural. 
- Nelas ParQ Hotel em Nelas
- Grande Hotel nas Caldas da Felgeira (www.grandehoteldafelgueira.pt)
- Hotel Pantanha Apartamentos nas Caldas da Felgueira (www.hotelpantanha.com)
- Apartamentos Turísticos D. Natália nas Caldas da Felgueira
- Casa Castenda Apartamento Turístico nas Caldas da Felgueira
- Pensão Moderna nas Caldas da Felgueira
- Pensão Mondego nas Caldas da Felgueira
- Residencial Linda Vista nas Caldas da Felgueira
- Quinta do Castanheiro (Turismo Rural) nas Caldas da Felgueira (http://quintadocastanheiro.com)

### Gastronomia
Para degustar a conhecida gastronomia tipíca da região, os restaurantes locais oferecem uma vasta seleção de pratos tradicionais e regionais.
Devido a Nelas estar situada em duas importantes rotas de Regiões Demarcadas, a rota do vinho do Dão e a rota do queijo da Serra, localmente encontram-se esses produtos para venda direta ao consumidor.

## Arquitetura

### Século XVI e XIX
Os dois edifícios que merecem ser referenciados, por serem considerados de Valor Concelhio são:
- O Solar do General José de Tavares, também conhecido pela Casa de Tavares, sito no Largo General José de Tavares, foi construído no século XVI. Desde então, sofreu profundas alterações, tais como no início do Século XIX a destruição da capela e em meados do mesmo século, a passagem duma das ruas principais de Nelas, que reduziu o jardim consideravelmente. É o único Solar em Nelas com brasão. Foi classificado de Valor Concelhio pelo Decreto nº 129/77.
- A Casa dos Rosados sita na Rua Dr. Abel Pais Cabral, foi construída na década de 1840 de arquitetura típica da Região. Foi classificada de Valor Concelhio pelo Decreto nº 67/97.

### Século XX e XXI
A arquitetura do início do século XX também está representada nas moradias sitas nas ruas principais de Nelas, nomeadamente na Rua Dr. Eurico do Amaral, na Rua Luís de Camões e na Rua Sacadura Cabral.
Devido à forte ligação de Nelas com a produção do vinho do Dão, foi erigida no Largo General José Tavares um estátua dedicada “Ao escanção por bem servir”.
O início do século XXI é representado na Rotunda do Milénio, com uma escultura imponente.

## Património
- Casa dos Rosados
- Solar do Largo General José de Tavares ou Casa de Tavares
- Pelourinho do Folhadal (no largo fronteiro à Capela de Nossa Senhora da Tosse)